# Иоанн Пустынник
Иоанн Пустынник (др.-греч. ᾿Ιωάννης ὁ ἐν τῷ φρέατι; IV век) — христианский святой, преподобный.

## Жизнеописание
Согласно житию, Иоанн родился, предположительно, в IV век в городе Кесария Палестинская. Его мать была христианкой по имени Иулия или Иулиания, богатой вдовой. Своих детей (Иоанна и его сестру) она обучала как светским наукам, так и наставляла в христианских добродетелях. Так как в этот период происходили гонения на христиан со стороны Римской империи, мать была вынуждена скрываться от преследований вместе с Иоанном и его сестрой. В раннем возрасте Иоанн, не ставя мать в известность, посещал для молитв храм, находящийся рядом. В этом храме некий праведник посоветовал ему отправиться в пустыню. В 13 лет Иоанн отправился в пустыню (предположительно Египетскую). Первые наставления о подвижнической жизни Иоанн получил от египтянина отшельника преподобного Фармуфия. В пустыне ангел указал Иоанну путь к глубокому колодцу, который был наполнен змеями и скорпионами. Тогда Иоанн, помолившись, прыгнул вниз и остался невредимым. Сорок дней Иоанн молился в колодце без пищи, воды и сна, после чего гады покинули колодец. Преодолевая различные искушения, Иоанн прожил в колодце 10 лет. Пищу ему приносил Ангел через преподобного Фармуфия. После того как он рассказал о своей жизни нашедшему его монаху Хрисию, тот записал его житие. После этого Иоанн скончался, а Хрисий написал его житиё.